# Guerra de formatos de disco ópticos de alta definición

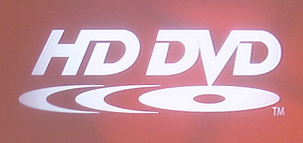
Logo de HD DVD.

La denominada guerra de formatos de discos ópticos de alta definición fue una batalla comercial entre formatos de discos ópticos incompatibles creados por distintos fabricantes. Esta guerra de formatos se produjo entre los estándares de almacenamiento de vídeo de alta definición y de audio Blu-ray y HD DVD.
Tanto el Blu-ray como el HD DVD surgieron entre 2000 y 2002, siendo ambos formatos lanzados oficialmente al mercado en 2005, atrayendo distintos apoyos entre los principales fabricantes de electrónica de consumo, de los fabricantes de ordenadores personales, de las compañías desarrolladoras de software y de las productoras y distribuidoras de cine y televisión. Así por ejemplo, Sanyo y Toshiba apoyaron fundamentalmente el formato HD DVD, mientras que Sony y Philips apostaron por el Blu-ray.
El principio del fin de esta guerra se produjo a principios de 2008, cuando varios estudios y distribuidoras se pasaron a Blu-ray. Poco después, el 19 de febrero de 2008, Toshiba anunció oficialmente que dejaría el desarrollo de los reproductores de HD DVD, reconociendo la victoria del formato Blu-ray.